# Герб Кулябівки
Герб Кулябівки — геральдичний символ населених пунктів Богданівської сільської ради Яготинського району Київської області (Україна): Кулябівки, Тужилова і Шевченкового. Герб затверджений сесією сільської ради (автор — О. Желіба).

## Опис
У синьому полі синій дві срібні стріли в андріївський хрест вістрям догори, супроводжені зверху золотим лицарським хрестом, знизу — срібним перевернутим рогами догори півмісяцем. Щит накладено на бароковий картуш, що увінчаний золотою хлібною короною.
Допускається використання герба без картуша та корони.
Допускається використання герба з додаванням рослинного декору та, синьої стрічки з написом срібними літерами «КУЛЯБІВКА».

## Трактування
Герб села копіює герб засновника села козака Кулябки:
- лицарський хрест — віра, надія, любов, випробування, спасіння, готовність збройно захищати свою Батьківщину;
- стріли — символ цілеспрямованості, рішучості у досягненні мети, готовності збройно захищати свою Батьківщину;
- перевернутий півмісяць — символ поразки нападників-бусурманів;
- хрест над півмісяцем — символізує перемогу християн над бусурманами, здатність збройно захищати свої ідеали;
- картуш — декоративна прикраса, що виконана в стилі козацького бароко; згадка про те, що село було засноване саме в козацькі часи;
- золота хлібна корона — символ місцевого самоврядування й достатку мешканців села.